# Materie und Gedächtnis

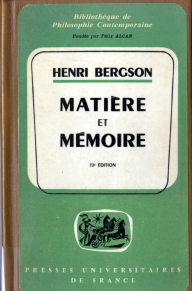
Ausgabe von 1965

Materie und Gedächtnis (französisch Matière et Mémoire) ist ein Werk des französischen Philosophen Henri Bergson. Es handelt von den unterschiedlichen Funktionen und Formen des Gedächtnisses und gibt auf dieser Grundlage auch eine Antwort auf das Körper-Geist-Problem. Die auf Bergsons Zeitkonzeption (1889) aufbauende Abhandlung erschien 1896 und zählt zu den vier Hauptwerken des Philosophen.

## Inhalt

### Überblick
Wie der Untertitel des Buches (Essai sur la relation du corps à l'esprit, dt.: Eine Abhandlung über die Beziehung zwischen Körper und Geist) ankündigt, erschließt Bergson das Körper-Geist-Problem über eine Analyse der Funktionsweise des Gedächtnisses. Bergson hat dabei die Schrift Das Gedächtnis und seine Störungen (1881) von Théodule Ribot im Blick. Ribot behauptet, dass die Erkenntnisse der Neurologie belegen, das Erinnerungsvermögen im Nervensystem des Menschen situiert ist und daher materiell beschaffen ist. Bergson widerspricht dieser Reduktion der Erinnerung auf die Materie und vertritt die Ansicht, das Gedächtnis sei grundlegend geistiger Natur. Das Gehirn richtet seine Inhalte an den ihm gegenwärtig Gegebenen aus und fügt die zur Orientierung nötigen Gedächtnisinhalte im laufenden Prozess ständig in die menschlichen Handlungen ein. Damit erfüllt es zunächst eine praktische Funktion, in deren Mittelpunkt der Körper steht.
Kommt nun das Gehirn zu Schaden, wird dabei nicht vornehmlich das Gedächtnis ausgelöscht, sondern in praktischen Situationen geht das Erinnerungsvermögen verloren, also die Fähigkeit, die Inhalte des Gedächtnisses abzurufen (zu „inkarnieren“, wie Bergson sagt). Sie bestehen weiterhin fort, sind jedoch unvermögend. Daher kann das Gehirn seine praktische Aufgabe nicht mehr voll erfüllen.

### Formen des Gedächtnisses
Bergson unterscheidet zwei Formen des Gedächtnisses: das Gewohnheitsgedächtnis wiederholt das Vergangene, ohne es als Vergangenes zu begreifen. Es bedient sich der zuvor angeeigneten Fähigkeiten, um die gegenwärtigen Aufgaben zu lösen, und funktioniert weitgehend automatisch. Seine Funktionsweise ist dem Körper so eingeschrieben, dass es nicht bewusst abgerufen werden muss. Dies zeigt sich nach Bergson etwa bei auswendig gelernten Versen, die gleichsam mechanisch rezitiert werden können, ohne dass man eigens darüber nachdenken müsste. Dieses Gedächtnis des Wissen-wie nennt Bergson Gewohnheitsgedächtnis.
Das andere Gedächtnis ist das reine Gedächtnis oder das Erinnerungsgedächtnis. Es behält das Erlebte in Form von Erinnerungs-Bildern, welche das Erlebte repräsentieren. In der Erinnerung wird das Erlebte aber auch zugleich als Vergangenes erkannt. Es dient der Kontemplation und der Theoriebildung und ist darin vollkommen frei. Es ist dabei vollkommen geistig und verkörpert daher das eigentliche Gedächtnis. In Bezug auf obiges Beispiel kann sich das Erinnerungsgedächtnis an die Tatsache, dass etwas auswendig gelernt wurde, erinnern. Es kann diese als vergangenes Ereignis einordnen und begreift, dass es sich bei den erlernten Inhalten nicht um angeborene handelt.

### Metaphysische Konsequenzen
Bergson wirft den Metaphysikern vor, nur unwesentliche Fragen und diese zudem falsch gestellt zu haben. Zwar sind für den Philosophen die traditionellen Probleme der Metaphysik weiterhin von Interesse, Bergson aber möchte die Herangehensweise an diese Probleme von Grund auf neu überdenken. Jede seiner vier großen Abhandlungen antwortet gezielt auf ein zentrales metaphysisches Problem. In „Materie und Gedächtnis“ ist dies der Zusammenhang von Geist und Körper, ein Problem, das Descartes in die Unterscheidung zwischen res cogitans (Denken, Geist) und res extensa (ausgedehnte Materie) fasst. Diese Unterscheidung ist für Bergson jedoch nicht zureichend.
Der Philosoph unterscheidet Geist und Körper auf der Ebene der Wirklichkeit, trifft diese Unterscheidung jedoch nicht wie Descartes räumlich, sondern zeitlich. Der Geist ist der Ort der Vergangenheit, der Körper bildet den Ort des Gegenwärtigen. Der Geist ist daher stets im Vergangenen verankert und ragt nicht ins Gegenwärtige hinein: Er verarbeitet das Gegenwärtige allein vom Standpunkt der Vergangenheit aus. Bewusstsein von etwas haben heißt, dieses in Kenntnis des Vergangenen zu beleuchten. Wer sich auf einen äußeren Reiz beschränkt, der hat kein Bewusstsein davon, was er tut. Er ist allein im Körperlichen, d. h. im Gegenwärtigen. Wo etwas zu Bewusstsein gelangen soll, muss daher zwischen dem Aufnehmen des Reizes und der Reaktion darauf eine gewisse Zeitdauer liegen. In dieser Zwischenzeit geschieht die Bewusstwerdung. Sie vollzieht sich aus der Vergangenheit heraus, welche das Gegenwärtige beleuchtet und auf eine Zukunft hin bedenkt. So zeigt sich, dass die drei Zeitformen Vergangenheit, Gegenwart und Zukunft sich durch die Einheit von Geist und Körper vollziehen. Je mehr der Geist in die Vergangenheit gedrängt wird, desto bewusster sind wir. Je mehr man beim Tun in den Dingen aufgeht, desto mehr ist man in der Gegenwart, also in der körperlichen Zeit. Obwohl es möglich ist, mal mehr in der einen, mal mehr in der anderen Zeit zu sein, so ist man doch niemals ausschließlich in der einen oder der anderen. Wahre Aufmerksamkeit erfordert hingegen, dass man mit vollem geistigen und vollem körperlichen Einsatz handelt. Nach Bergson ist anhand der „impulsiven Persönlichkeiten“ ersichtlich, wie das Bewusstsein hinter dem unmittelbaren Aufgehen in den Dingen und Handlungen zurücktreten kann. Damit verwandelt sich die Frage nach der Kausalität des Handelns, also die Frage nach Freiheit und Determiniertheit menschlicher Handlungen, in eine Frage der Übung: Der Mensch begegnet diesem Problem durch seine kreative Entwicklung.

## Werkausgaben
- Henri Bergson: Matiere und Gedächtnis. Essays zur Beziehung zwischen Körper und Geist. Mit einem Vorwort von Wilhelm Windelband. Verlag Eugen Diederichs, Jena 1908.
- Henri Bergson: Materie und Gedächtnis. Eine Abhandlung über die Beziehung zwischen Körper und Geist. Verlag Felix Meiner, Hamburg 1991, ISBN 3-7873-1027-4, (Neudruck der Ausgabe von 1908 mit neuem Vorwort von Erik Oger).
- Henri Bergson: Matière et mémoire. Essai sur la relation du corps à l'esprit. Mit Kommentaren von Frédéric Worms und Camille Riquier. 8. Édition. Quadrige u. a., Paris 2008, ISBN 978-2-13-056870-4 (Quadrige. Grands textes).